# فضيحة العمر (فلم)
 فضيحة العمر هو فيلم مصري من إنتاج 1989 من تاليف أحمد فؤاد سليم وإخراج عادل الأعصر.

## ملخص الأحداث
تعاني لواحظ من مرض الفشل الكلوي. يتصل مجهول بالدكتور الكبير شاهين ليذهب لإنقاذها من أزمة شديدة. يفاجأ بها تتهمه بالاعتداء عليها وتستغيث بالجيران وتلتصق به التهمة. يقوم ابنه عادل بالبحث عن الحقيقة. يشتد المرض بلواحظ وتعترف لعادل بالحقيقة. فهي ابنة شاهين الذي اعتدى على أمها حيث كانت تعمل خادمة لديه ويرفض الاعتراف بها ولذلك فهي تنتقم منه. تموت لواحظ ولا يجدي اعتراف عادل لتبرئة أبيه. يرفض خطيبها شوقي الذي يعرف الحقيقة الشهادة لصالح الدكتور شاهين وتتوالى الأحداث.

## الشخصيات
- كمال الشناوى
- شريهان
- هشام سليم
- أحمد خميس
- إبراهيم الشرقاوي
- راندا
- نهى العمروسي

## روابط خارجية
- مقالات تستعمل روابط فنية بلا صلة مع ويكي بيانات